# Las Palmas de Gran Canaria
 Las Palmas de Gran Canaria  városa Gran Canaria szigetén kb. 380 000 lakosával a Kanári-szigetek legnagyobb városa. A spanyolországi közigazgatási beosztás szerint a Kanári-szigetek autonóm közösség Las Palmas tartományának székhelye, így Santa Cruz de Tenerife mellett a Kanári-szigetek két fővárosának egyike. A városkép meghatározója a kikötő, amely egyike az Atlanti-óceán legnagyobb kikötőinek. A szomszédos települések: délre Santa Brígida és nyugatra Arucas.

## Éghajlat
Las Palmasban gyakran erősen felhős az ég. Ez az éghajlati jelenség, melyet a helybeliek „Panza de burro“ (szamárhas) névvel jelölnek, oda vezetett, hogy a turizmus a fővárosból Gran Canaria déli részére tevődött át és ma szinte kizárólag Maspalomasban és Mogán partján összpontosul. Mindezek ellenére a Syracuse-i Egyetem Las Palmast nevezte a világ legjobb klímájú városának.

## Története
A várost 1478. június 24-én alapította "Real de Las Palmas" néven Juan Rejón, a hódító kasztíliai sereg vezetője, mielőtt megkezdődött volna a háború a helybéli guancsokkal (a Kanári-szigetek őslakosaival). 1492-ben Kolumbusz Kristóf első amerikai útján lehorgonyzott Las Palmas kikötőjében (és némi időt is töltött a szigeten). Visszafelé is megállt itt. 1595-ben Francis Drake sikertelenül próbálta meg kifosztani a várost. Négy évvel később, 1599-ben Las Palmast megtámadta és részben lerombolta Pieter van der Does holland tengernagy, amit a várostörténet egyik jelentős eseményeként tartanak számon.
A város lendületes fejlődése a 19. század utolsó két évtizedében indult meg, amikor kiépítették a korszerű kikötőt (Puerto de la Luz), ami azóta is Spanyolország legnagyobb kikötői közé tartozik. A régi városközpont öt kilométerre volt a parttól; ezután ez áthelyeződött, és a két városrész közti szabad terület is gyorsan beépült. Később még a közeli sziklás hegyoldal tetején is létesült egy városnegyed, a Ciudad Alta vagy felsőváros.
1927-ben Las Palmast jelölték ki a Kanári-szigetek fővárosának. Történelmi, helyi politikai okokból régóta szinte folyamatos volt az időnként éles vetélkedés a Kanári-szigetek két legnagyobb városa, Las Palmas de Gran Canaria és Santa Cruz de Tenerife között. Ennek nyomán a Kanári-szigetek a 20. század dereka óta két részre, a keleti szigeteket magába foglaló Las Palmas (tartomány)ra és a nyugati szigeteket átfogó Santa Cruz de Tenerife (tartomány)ra oszlik, a teljes Kanári-szigetek, mint autonóm közösség fővárosi posztját pedig a két város felváltva tölti be.
1936 júliusában Franco tábornok Las Palmasból indította azt a puccsot, amely a spanyol polgárháborúhoz vezetett.
Las Palmas kikötője  jelentős hasznot húzott a Szuezi-csatorna lezárásából az arab–izraeli konfliktus idején. A két kontinens közötti fekvésének és turisztikai jelentőségének köszönhetően számos itt dolgozó külföldi települt le véglegesen a városban.
Las Palmas de Gran Canaria testvérvárosa az USA Texas állambeli San Antonio, amelyet 1718-ban mintegy 25 kanári-szigeteki emigráns alapított.

## Népesség
A település lakosságának változását az alábbi diagram mutatja:
| Lakosok száma | 364 777 | 376 953 | 377 203 | 381 847 | 382 296 | 382 283 | 377 650 | 379 925 | 378 797 | 380 436 |
|               | 2001    | 2004    | 2007    | 2009    | 2012    | 2014    | 2017    | 2019    | 2022    | 2024    |

## Látnivalók

### Óváros („Vegueta“)
Las Palmas óvárosát 2007-ben felvették az UNESCO világörökségi listájára.
- A főtér a Plaza Santa Ana. Itt található a város leghíresebb épülete, az öthajós Szent Anna katedrális 1497-ből, a Kanári-szigetek püspökének székhelye.
- Szemben vele látható a régi városháza klasszicista épülete 1853-ból.
- A katedrális mögött találjuk a Casa de Colónt, egy gyönyörű koloniál stílusú épületet, amely a Kolumbusz-múzeumnak ad helyet.
- Érdemes még megnézni a Plaza Espíritu Santu-t a városháza déli oldalán, amely a nevét az ott található kápolnáról kapta. A teret különféle stílusban épült házak veszik körül, így van köztük reneszánsz, klasszicista és Mudéjar stílusú is.

### Triana
Az Óvárostól északra található városrész neve Triana. 
- Itt a századforduló idejéről (1900) származó épületek vannak többségben a Calle Mayor de Triana-n, a fő bevásárló utcában és a sétálóutcákban. A házak az adott kor tipikus spanyol építészeti elemeit mutatják, így pl. jugendstil homlokzatokat.
- A San Telmo park névadója az ott található azonos nevű tengerészkápolna. Ez a színes jugendstil pavilonjaival zöld oázist képez a városban.
- A Plaza Cairasco-n található a Gabinete Literario jugendstil épülete, amelyet kiállításokra és előadásokra használnak.

### Santa Catalina
A kikötő és a strand között fekszik a turisták által leginkább látogatott városrész. 
- A „Paseo de las Canteras“ strandsétány mellett 3 km hosszan terül el a városi strand a „Playa de las Canteras“ bárokkal, teraszos kávézókkal és üzletekkel.
- Egy másik vonzó rész a Santa Catalina park, tele bárokkal és kávézókkal.
- 2003 óta áll itt a 60 méter magas lakó- és üzletház, a "Torre Woermann".
- A város északnyugati kijáratánál közvetlenül a tenger mellett található az 1997-ben épült „Auditorio Alfredo Kraus“ modern koncertközpont, amely a Las Palmasban született Tenorról Alfredo Krausról kapta a nevét.

### Múzeumok, színházak

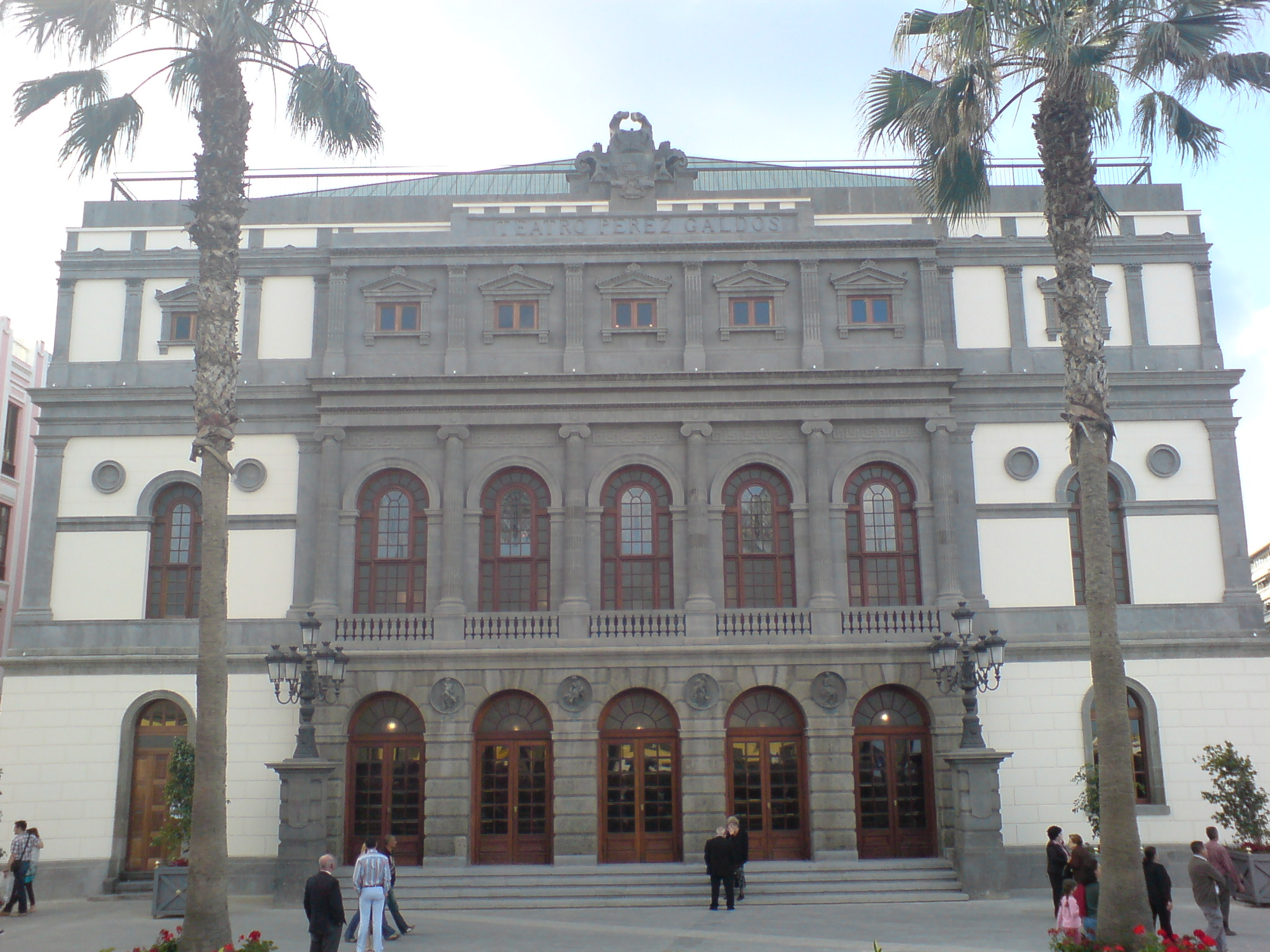
A Teatro Pérez Galdós homlokzata

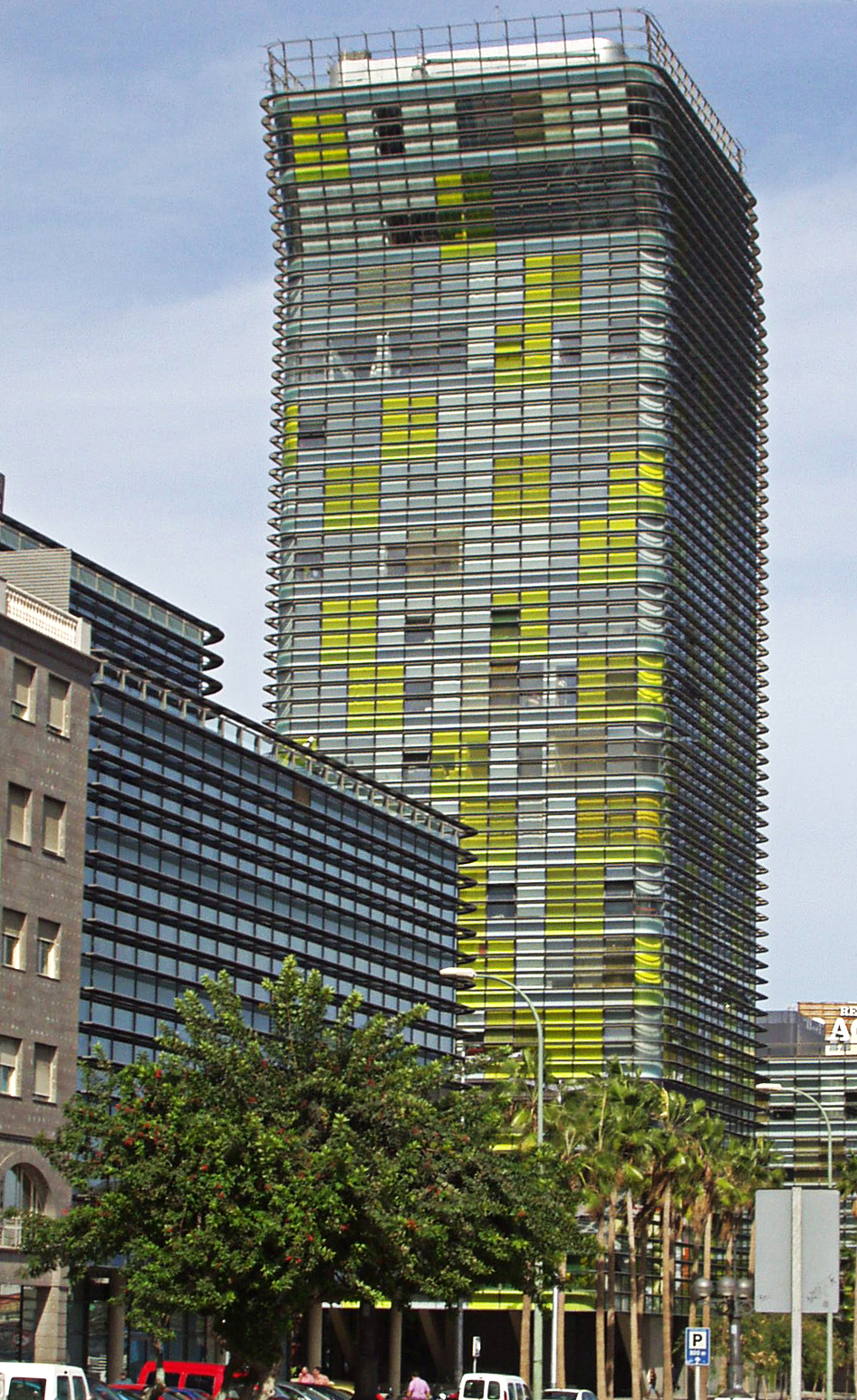
Torre Woermann

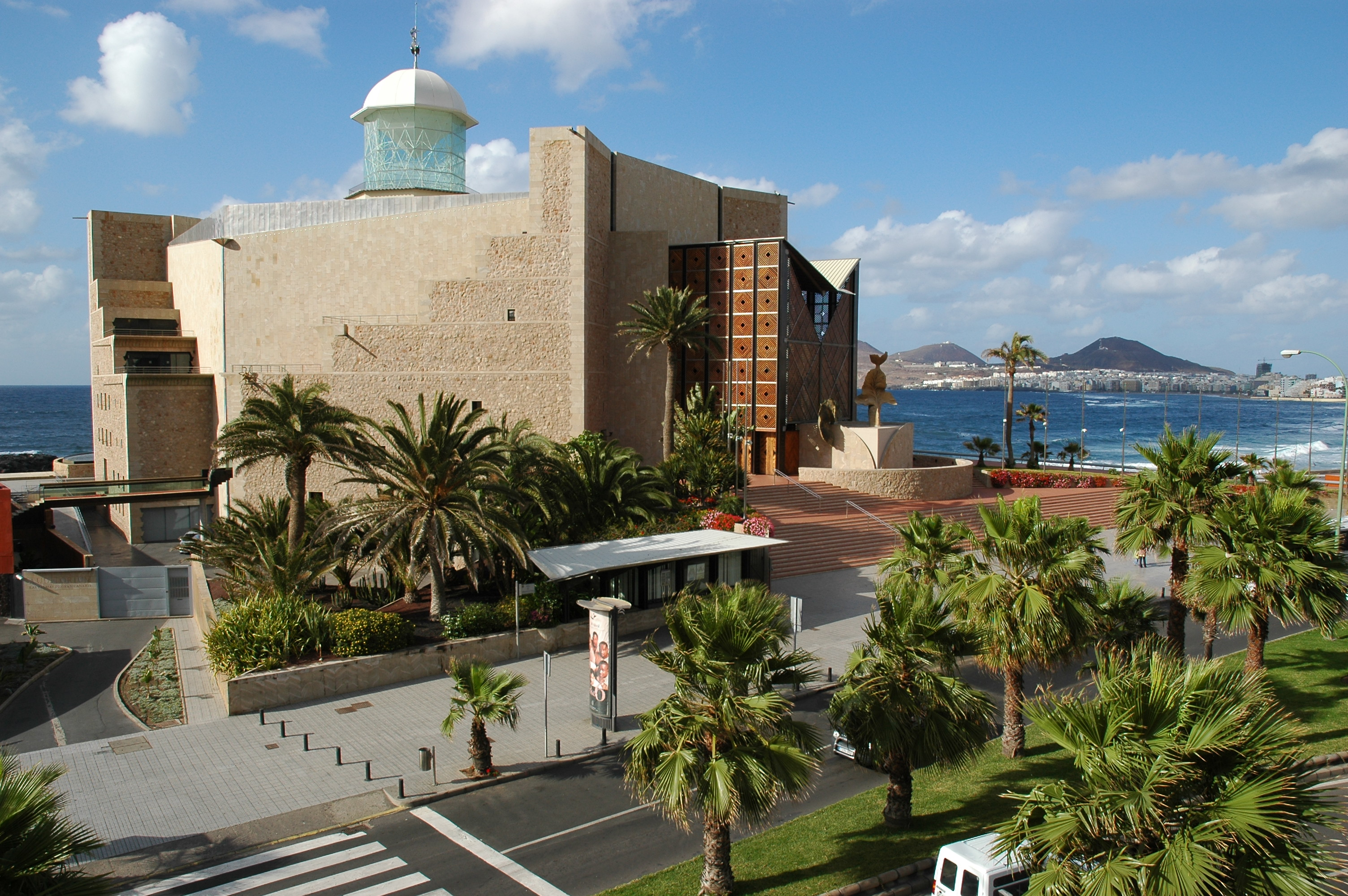
Auditorio Alfredo Kraus

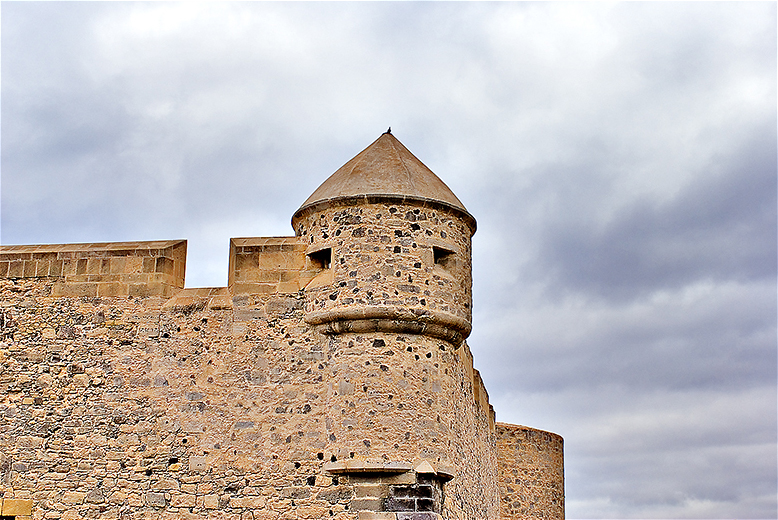
A Castillo de la Luz

A Casa de Colónon kívül a város egy sor további múzeumot kínál: a Museo Canario régi kanári-szigeteki leletekkel, a Museo Néstor, amely Néstor Martín-Fernández de la Torre kanári-szigeteki festő munkásságát mutatja be, a Casa Museo Benito Pérez Galdós a híres író műveivel, a Museo Elder tudományos múzeum a Santa Catalina park mellett és a híres modern művészeti központ, a Centro Atlántico de Arte Moderno, amelynek váltakozó kiállítása a világ minden tájáról érkező művészeknek kínál lehetőséget a bemutatkozásra.
Triana városrész délkeleti részében található a Teatro Pérez Galdós, a város legjelentősebb színháza.
A város északi részén, a kikötői negyedben, mely a La Isleta félsziget déli részén fekszik, találjuk virágoskertek között a Castillo de la Luz 15–16. századi erődjét. Az épület műemléki védettséget élvez, 1990-ben restaurálták és ma egy hajózási múzeumnak, valamint a város kulturális és kiállítóhelyiségeinek ad otthont.

## Ismétlődő rendezvények
Februárban a város átadja magát az egyhetes karneválnak, amelyet nagy pompával ünnepelnek. Ezen a területen is versengés folyik Las Palmas de Gran Canaria és Santa Cruz de Tenerife között, amely a szomszédos Tenerife szigetének fővárosa. A két város között a Kanári-szigetek vezetéséért évszázadok óta folytatott rivalizálást a helyiek csak „szigeti civakodásnak” (pleito insular) nevezik.

## Közlekedés
A történelmi jelentőségű városmagot néhány éve mentesítették a járműforgalomtól. Az alagút mellett, amely régen az egyetlen összekötő útvonal volt a déli és északi rész között, az északi autópályával összekötött Avenida Marítima biztosít 2004 óta elkerülőutat, amelyen az átmenő forgalmat Las Palmas de Gran Canaria körül elvezetik és így a belváros terhelése tovább csökkenhet. Buszjáratok indulnak a sziget minden részére, illetve kompjáratok a szomszédos szigetekre. Las Palmason rendszeresen állnak meg a nagy körutazó hajók.

## Gazdaság
Las Palmas legfontosabb gazdasági tényezője a Puerto de la Luz kikötő. 2008-ban 860 710 utast számoltak meg (ennek körülbelül egynegyede körutazó turista), illetve 20 053 774 tonna áru fordult meg itt.
A fentieken túl Las Palmasban működnek még az alábbi cégek:
- Grupo Kalise Menorquina, amely különféle desszerteket gyárt és termékeit Spanyolország minden részébe exportálja
- Tirma, kávéfeldolgozó cég, amely csokoládét és csokoládés termékeket gyárt
- CCC, sörgyár, amely itt és Tenerifén is termel.

## Érdekességek
A város többször is adott helyet rangos nemzetközi sakkbajnokságnak, így 1974-ben, 1981-ben, 1993-ban, 1994-ben és 1996-ban. Ezek közül az 1996-os bajnokság - amelyet Garri Kaszparov nyert meg - az Élő-pontszámok alapján minden idők legerősebb bajnoksága volt mind a mai napig.

## Képek

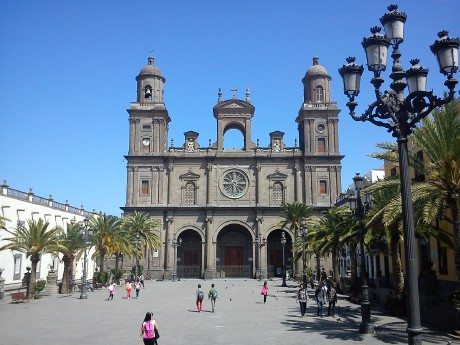
Szent Anna-katedrális
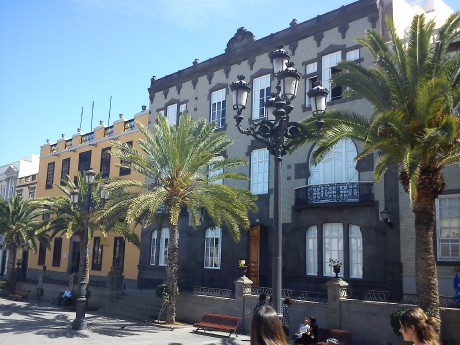
Plaza Santa Ana épületei
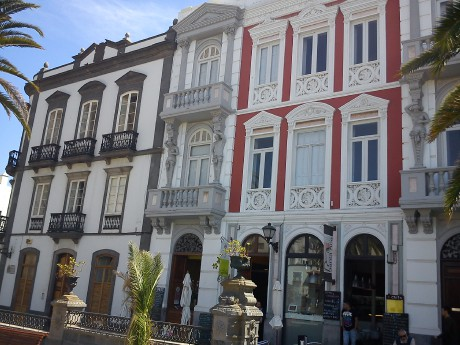
Óváros, Szent Anna tér épületei
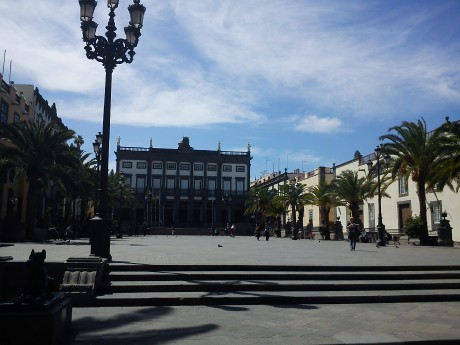
Régi városháza
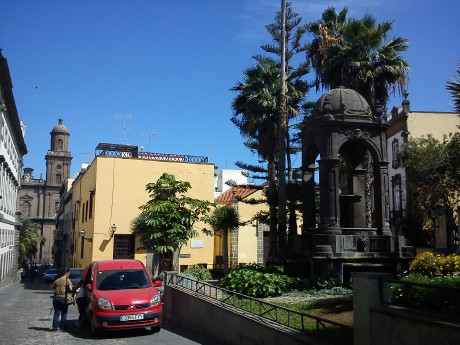
Óváros, Las Palmas
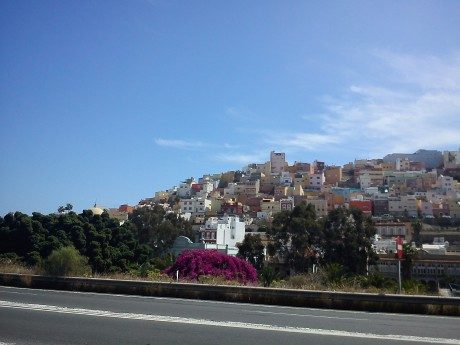
Las Palmas
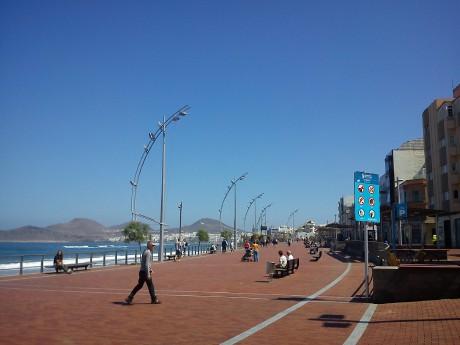
Las Palmas egyik strandja
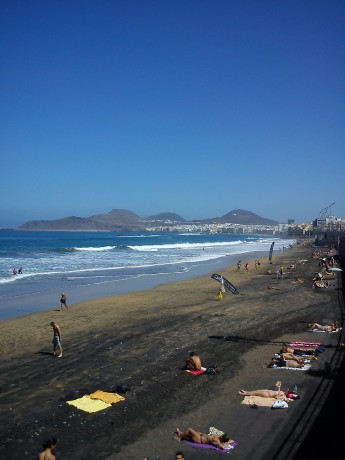
Strand, Las Palmas
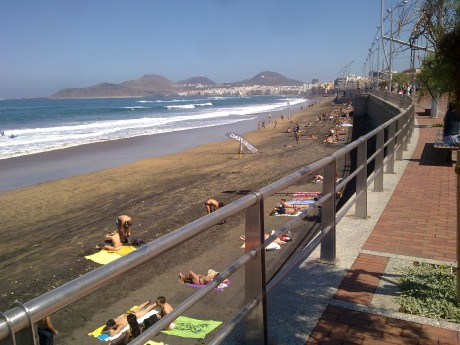
Las Palmas tengerpart

## A város híres szülöttei
- Javier Bardem (* 1969), színész
- Alfredo Kraus tenor. 1927-1999.

## Testvérvárosok
- Amerikai Egyesült Államok
  - San Antonio TX
- Marokkó
  - Rabat
- Mauritánia
  - Núádzíbú
- Spanyolország 
  - Palma de Mallorca
  - Cádiz
  - Córdoba
  - Salamanca
  - San Cristóbal de La Laguna
  - Garachico
  - Altagracia de Orituco
- Venezuela
  - Caracas
- Zöld-foki Köztársaság
  - Praia

## Fordítás
Ez a szócikk részben vagy egészben  a   La Palmas de Grand Canaria című német Wikipédia-szócikk fordításán alapul.  Az eredeti cikk szerkesztőit annak laptörténete sorolja fel. Ez a jelzés csupán a megfogalmazás eredetét és a szerzői jogokat jelzi, nem szolgál a cikkben szereplő információk forrásmegjelöléseként.